# Grethe Rask
Margrethe P. Rask (1930 - 12 de diciembre de 1977), conocida como Grethe Rask, fue una doctora y cirujana originaria de Dinamarca que trabajó en Zaire, (actual República Democrática del Congo). En 1972, estableció un hospital propio en la aldea de Abumombazi. Más tarde, en 1975, se trasladó a Kinsasa para trabajar en el Hospital de la Cruz Roja Danesa. En 1977 regresó a Dinamarca al comenzar a mostrar síntomas de una enfermedad infecciosa hasta entonces desconocida, que más adelante se identificaría como SIDA. Fue en junio de 1981 cuando los Centros para el Control y la Prevención de Enfermedades (CDC) reconocieron oficialmente el SIDA. Rask es una de las primeras personas no africanas documentadas en fallecer por causas relacionadas con esta enfermedad, junto con Arvid Noe y Robert Rayford, y se le considera la primera mujer conocida en morir a causa del SIDA.

## Primeros años en Zaire (1930-1974)
Grethe Rask, nacida en 1930 en Thisted, Dinamarca, trabajó como médica en Zaire por primera vez en 1964, aunque su estancia fue breve, ya que regresó a Europa para especializarse en cirugía gástrica y enfermedades tropicales. Entre 1972 y 1977, continuó su labor médica en Zaire, primero en un modesto hospital de la localidad de Abumombazi, y a partir de 1975, como cirujana principal en el Hospital de la Cruz Roja Danesa ubicado en Kinsasa.
Se cree que Rask pudo haber estado expuesta al VIH por primera vez en 1964. Su amigo y colega, el doctor Ib Bygbjerg, experto en enfermedades infecciosas, escribió en una carta publicada en The Lancet en 1983 que, debido a las condiciones rudimentarias en las que trabajaba como cirujana, Rask probablemente tuvo un contacto significativo con sangre y otros fluidos corporales de pacientes africanos.

## Enfermedad y muerte (1975-1977)
Hacia finales de 1974, Rask comenzó a presentar síntomas compatibles con el SIDA, entre ellos diarrea persistente, inflamación de los ganglios linfáticos, pérdida de peso y cansancio extremo. Aunque en 1975 experimentó una mejoría temporal gracias a un tratamiento con medicamentos, su estado de salud se deterioró notablemente poco después.
En julio de 1977, tras regresar de unas vacaciones en Sudáfrica, Rask ya tenía serias dificultades para respirar y necesitaba oxígeno envasado para mantenerse. Viajó de vuelta a Dinamarca, donde los exámenes realizados en el Rigshospitalet de Copenhague revelaron que sufría varias infecciones oportunistas, entre ellas una infección por Staphylococcus aureus, candidiasis (una infección por hongos) y neumonía causada por Pneumocystis jiroveci (anteriormente conocida como Pneumocystis carinii), una forma de neumonía micótica que afecta a los pulmones.
Los análisis también revelaron que Rask tenía un recuento de células T extremadamente bajo, lo que indicaba una severa deficiencia en su sistema inmunológico. En ese entonces, los médicos no lograban entender la causa ni el avance de su enfermedad, la cual, con el tiempo, sería reconocida como uno de los primeros casos documentados de SIDA fuera del continente africano.
Tras múltiples exámenes médicos y tratamientos que no dieron resultado, Rask decidió pasar sus últimos días en su cabaña junto a un fiordo, donde falleció en noviembre de 1977. En ese periodo final, recibió cuidados de Karen Strandby Thomsen.
En diciembre, fue nuevamente llamada para someterse a más pruebas y regresó al Rigshospitalet de Copenhague, donde permaneció hasta su fallecimiento el 12 de diciembre de 1977, a causa de una neumonía por Pneumocystis jiroveci asociada al SIDA.
En 1984, se le realizó una prueba de VIH en Dinamarca, la cual dio negativo. Sin embargo, en 1987, una muestra de su sangre fue enviada a Estados Unidos, donde se analizó con dos métodos distintos, y ambas pruebas resultaron positivas para VIH.

## Lectura adicional
- [Sitio web] Photographs of the real people from Randy Shilts' history of the AIDS crisis "And the Band Played On"
- Shilts, Randy And the Band Played On , St. Martin's Press, 1987